# 리태일
리태일(미상 ~ )은 조선민주주의인민공화국의 정치인이다. 조선로동당 중앙위원회 후보위원 겸 량강도 당위원회 책임비서이다.

## 경력
조선인민군 출신으로 2002년 4월, 상장으로 승진하여 혁명3세대로 두각을 나타냈다. 2018년 평안북도 당위원회 부위원장을 지냈고, 2019년 12월 31일 열린 조선노동당 중앙위원회 제7기 제5차전원회의 4일회의에서 조선로동당 중앙위원회 후보위원으로 선출되었다. 2020년 2월 29일 개최된 정치국 확대회의에서 김영환 후임으로 조선로동당 량강도당 당위원회 위원장으로 선출되었다.

## 기타
2020년 1월 황순희 사망 당시에 국가장의위원회 위원을 맡았다.